# Sprzączka z Kosewa

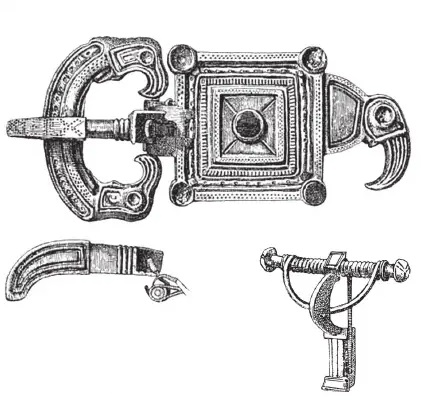
Sprzączka i zapinka z Kosewa (ryc. Nils Åberg, 1919)

Sprzączka z Kosewa – sprzączka do pasa z brązu zdobiona stylizowanymi głowami orłów (Adlerschnalle), z kwadratową skuwką wysadzaną pięcioma granatami (almandynami) i zdobioną ramką oraz z kolcem (obecnie go brakuje). Pierwotnie jej długość wynosiła 16 cm, a szerokość 6,5 cm. Została znaleziona pod koniec XIX wieku w Kosewie niedaleko Mrągowa na cmentarzysku grupy olsztyńskiej (VI-VII w.) w grobie nr 368. Obecnie znajduje się w Muzeum Historyczno-Artystycznym w Królewcu pod numerem inwentarza: 17009.117. W okresie wojennym doznała niewielkich uszkodzeń.
Jest określana jako „gepidzka Adlerschnalle” i wykazuje podobieństwo do sprzączek znajdowanych na stanowiskach krymskich Gotów (stanowiska Suuk-Su, Łuczistoje i Esky-Kermen), a przede wszystkim do sprzączek z orłem w typie „nadcisańskim” pochodzących z terenu królestwa Gepidów, które istniało do 567 roku w Kotlinie Panońskiej, w dorzeczu Cisy i Dunaju (stanowiska Szentes-Nagyhegy, Szolnok-Szanda, Hódmezővásárhely-Kishomok i Knin-Greblje na Węgrzech). Sprzączka z Kosewa jest jedynym tego typu znaleziskiem na północ od Karpat.
Razem z zapinką w urnie z grobu 368 została znaleziona srebrna zapinka kuszowata z poprzeczką na końcu nóżki, tzw. Schlusskreuzfibeln, które znane są m.in. z Sambii.